# Kostel svatého Cyrila a Metoděje (Bratřejov)
Kostel sv. Cyrila a Metoděje se nachází v Bratřejově (Zlínský kraj). Byl postaven v letech 1871–1890 v novogotickém slohu. Iniciátorem stavby kostela byl vizovický děkan Jan Bartoš (1829–1899). Peníze na stavbu získal z milodarů věřících a darů různých podniků, kterým posílal dopisy s žádostí o příspěvek. Finančně přispěl i císař František Josef I.
Kostel je dominantním prvkem obce. Dohromady s farou a sousedním hřbitovem utváří sakrální okrsek. Kostel vlastní římskokatolický farní úřad Bratřejov. Kostel je nemovitá kulturní památka od roku 2007.

## Historie
Před tím, než byl postaven kostel v Bratřejově, museli zdejší věřící chodit na mši do kostela ve Vizovicích. Ten byl zasvěcen sv. Vavřinci. Okolo roku 1870 se vizovický farář a děkan Jan Bartoš rozhodl, že v Bratřejově postaví nový kostel. Majitel vizovického panství baron Filip Stillfried chtěl Bratřejově postavit kostel pouze ze dřeva. Správce farnosti chtěl postavit kostel z kamene. A protože neměl podporu od barona, tak v roce 1870 uveřejnil první prosbu o milodary. Sbírky byly zahájeny bez uvědomění důležitých úřadů. A proto P. Jan Bartoš zaplatil pokutu 10 zl. Aby mohl ve sbírkách pokračovat, musel P. Bartoš nejdříve zařídit veškerá povolení. V organizaci pomáhal Janu Bartošovi jeho bratr František. Ten se totiž vyznal v účetnictví. Registroval výsledky sbírek a zaznamenával každý příjem.
Výstavba bratřejovského kostela stála 100 000 zl. Byl postaven za 19 let. Vizovická fara na začátku výstavby posílala každodenně přes 100 prosebných dopisů, aby sehnala potřebné finance. Část peněz šla ze samotných mší, spoustu duchovních odsloužilo svou mši zdarma. Peníze, které za ni měli dostat, věnovali na výstavbu kostela v Bratřejově. P. Bartoš posílal každému dárci předtištěné poděkování i s obrázkem budoucího kostela. Jeden z dárců byl císař František Josef I.
P. Jan Bartoš také uveřejňoval sbírkové listy v Moravské orlici, i ve vídeňských listech Vaterland, Gemeinde-Zeitung, Weltblatte a Volks-Freund.
Kameny na výstavbu kostela vozili dělníci z bratřejovských hor „Na lozách“. Kameny byly zpracovávány ručně.
Na začátku roku 1883 byla nejobtížnější část stavby dokončena. Byla dostavena fara, kostel, hospodářská stavení. K dohotovení zbývala dlažba uvnitř kostela a také vnitřní výzdoba, oltáře, varhany, vnitřní výmalba, lavice, sochy, zvony. Proto byl kostel dokončen až roku 1890.
Stavbu projektoval vsetínský architekt Michal Urbánek (1849–1923). Základní kámen kostela byl položen 22. října 1871. Kostel byl vysvěcen 22. října 1890 brněnským biskupem Františkem Saleským Bauerem. Náklady na výstavbu kostela, fary a hospodářských budov přesáhly 100 000 zlatých. Celkem bylo spotřebováno 295 000 cihel, které se zčásti pálily na místě, částečně ve Vizovicích a v Želechovicích.
První farář, který sloužil v kostele, byl P. Antonín Sopůch. Je pochován na místním hřbitově.

## Popis kostela
Kostel je jednolodní, orientovaná obdélná stavba s pětibokým presbytářem a věží. Exteriér stavby je zachován v nedotčeném stavu, původní je také vnitřek stavby, a to včetně vybavení a výmalby (jak dekorativní, tak také té figurální). Kostel je orientován oltářem na východ. Původní krytina kostela byla břidlice. Celková výška kostela je 40,5 m.

### Průčelí a věž
Průčelí kostela má postranní dvakrát odstupňované opěráky. V přízemí i patře je vždy po jednom klenutém oknu. V patře má okno kružbu, archivoltou a ve vrcholu kytku. Horizontálně je průčelí členěno římsami: kordonovou a korunní. V průčelí je na osu představena čtyřpodlažní hranolová kamenná věž. Celá věž je postavena z kamene. Sedlový pravoúhlý portál je hlavní vchod do kostela. Portál je na ose věže. Vchod má z každé strany opěrák, završený kytkou. Mezi opěráky je vložena stříška, která chrání vchod. Tympanon nad dveřmi je prolomen kružbou. V supraportě nad kružbou je nápis „Pokoj vám!“ Nápis je doplněný soškami andělíčků. V ose nade dveřmi je lomené klenuté okno s kytkou ve vrcholu. Druhé patro věže je prolomeno dvěma lomenými okny a nad okny v průčelí je reliéfní zvěrokruh. Nad ním obíhá kordonová římsa. Zvoncové patro je tvořeno sdruženými okny s lomeným obloukem a archivoltou. Sdružená okna jsou románský prvek. Věž je zakončena cimbuřím a na každém rohu věžičkou. Střecha věže je polygonální. Na vrcholu věže je kytka a na ní je připevněn kříž.

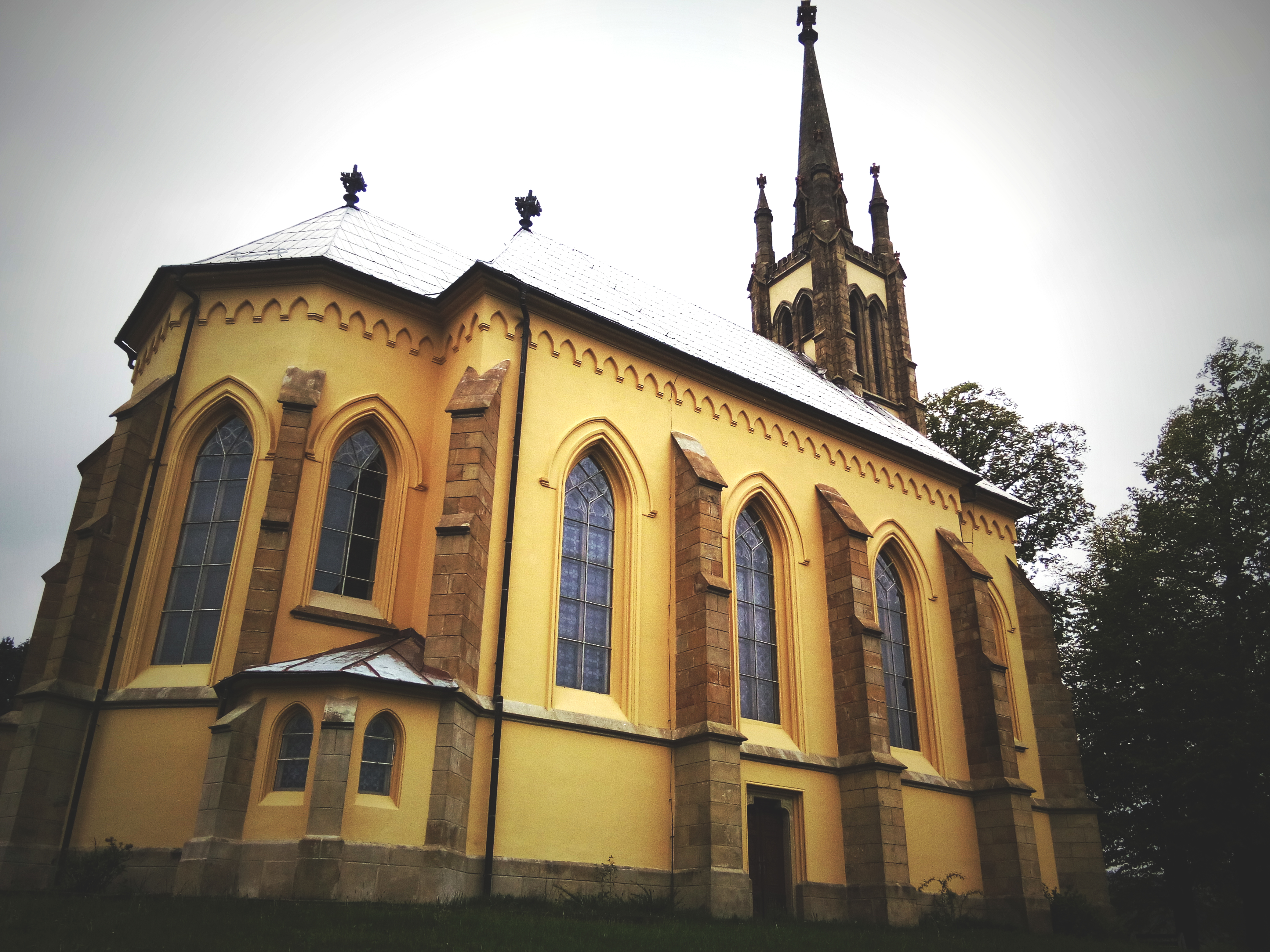
Kostel sv. Cyrila a Metoděje

### Loď
Loď je prolomena na severní a jižní straně třemi lomenými okny s archivoltou a podokenní římsou. Ty jsou zvýrazněny ve vrcholu obloukovým lomeným prutem. Mezi okny je prostor rozdělen dvakrát odstupňovanými opěráky. Ty jsou umístěny i na rozích. V nejzápadnější části severní a jižní zdi je okno slepé. V obou zdí je pak pravoúhlý vchod s vloženým sedlovým portálem. Dřevěné dveře jsou dvoukřídlé s plastickými kružbami. Korunní římsa nese sedlovou střechu, která je v závěru zvalbená a ve vrcholu má kytku. Pod korunní římsou jsou lizény s obloučkovým vlysem.

### Presbytář
Závěr je prolomen pěti lomenými okny v profilovaném ostění, doplněné archivoltou a s podokenní římsou. Okno je rozděleno na dvě jeptišky (druh obrazce v kružbě gotického okna) a v oblouku trojlaločné a čtyřlaločné rozety. Také je rozdělen dvakrát odstupňovanými opěráky. V ose závěru je pravoúhlý vchod v sedlovém portálku, chráněný novogotickou tepanou mříží. Portálek je zasazen v profilovaném ostění a je přístupný dvěma schody. Střecha nad závěrem je zvalbená s námětky, ve vrcholu střechy je kytka. Střechu nese profilovaná korunní římsa. Pod římsou jsou lizény s obloučkovým vlysem.

### Sakristie
Polygonální sakristie jsou umístěny na rozhraní mezi presbytářem a lodí. Byly stavěny společně s celým kostelem. Dokazují to dvě menší lomená okna presbytáře nad nimi. K závěru jsou symetricky připojeny na severní i jižní straně. Jižní sakristie je pro kněze, severní pro ministranty. Sakristie mají taky opěráky. Každá má dvě malá lomená okna s jeptiškou.

### Interiér kostela
Podvěží je zaklenuté křížovou žebrovou klenbou. Ve věži visí tři zvony a umíráček. Kruchta je zaklenutá křížovou žebrovou klenbou. Do lodi se kruchta otvírá třemi lomenými oblouky. V kruchtě jsou umístěny varhany. Na kruchtě je typické gotické zábradlí s trojlaločnými rozetami. Podkůří je do lodi otevřeno třemi tudorskými oblouky. Na pravé straně vede točité schodiště na kruchtu a do věže. Loď je zaklenutá žebrovou hvězdicovou klenbou. Presbytář je zaklenutý poloviční hvězdicovou klenbou. Žebra se mezi okny presbytáře a hlavní lodi se spojují do listových konzol. Presbytář od hlavní lodi je oddělen vítězným obloukem, ten je zvýrazněn pruty. V presbytáři se nachází dřevěný gotický oltář. Okna v presbytáři kostela jsou vitrážová s dvojicemi světců v tomto pořadí z pravé strany: sv. Jan Nepomucký, sv. Ludmila, sv. Václav, sv. Petr, Ježíš, P. Maria, sv. Pavel, sv. Josef, sv.Hedvika, sv. Adalbert. Skleněné vitráže jsou z dílny Carla Geylinga z Vídně. Z presbytáře jsou sakristie přístupné sedlovým portálkem. Interiér vyzdoben nástěnnými malbami.

### Oltáře
V kostele se nacházejí dva oltáře. Hlavní oltář je umístěn v presbytáři. Je zdoben obrazem patronů kostela. Taktéž jsou zde socha sv. Zdislavy a sv. Anežky České. Tyto sochy byly vyrobeny, když byla v roce 1989 svatořečená Anežka. Původní sochy sv. Cyrila a Metoděje jsou uloženy v depozitáři farnosti. Druhý oltář je postranní. Znázorňuje záchranu dítěte andělem strážným na přímluvu Boží Rodičky.

### Obrazy
V kostele se nachází nástěnné obrazy ze života sv. Cyrila a Metoděje a obraz bočního oltáře. Obrazy pocházejí od vídeňského akademického malíře Rudolfa Geylinga. Ten je taktéž autorem oltářního obrazu sv. Cyrila a Metoděje. Původní malba kostela byla od vídeňského umělce Aloise Růžičky, v kostelních výkazech se zmiňuje je také zmíněn Ignác Schönbrunner z Vídně. V roce 1985 byla malba obnovena samotnými farníky.

## Varhany
První varhany do Bratřejova smontovala v roce 1890 firma Schlag & Söhne z města Schweidnitz ve Slezsku. Dokazují to nalezené účty za provedenou práci na rozestavěných varhanách. Varhany měly jeden manuál, mechanickou trakturu, 8 rejstříků. Varhany stály 1190 zlatých.
V roce 1976 se farnosti podařilo získat vyřazené varhany z hudební školy v Poličce. Dvoumanuálové varhany s mechanickou trakturou a kuželkovou vzdušnicí sestavil v roce 1901 pražský varhanář Emanuel Štěpán Petr.
Při montáži na kruchtu kostela byly celé rekonstruovány. Část fondu dřevěných píšťal doplnil místní truhlář. Z varhan původních se využily také některé píšťaly a další díly. Přestavba je poznamenána ve farní kronice. Varhany jsou sestaveny ze 2-3 různých starších nástrojů.
V roce 1997 byla provedena rekonstrukce varhanářem Hajmanem z Brna, při které bylo z varhan odstraněno nevyhovující tremolo. Současně byl proveden celkem rozsáhlý zásah do dispozice. Burdon 16´ byl nahrazen čtyřstopou flétnou, osmistopý portunal nahrazen dvoustopou superoktávou, mixtura doplněna novými píšťalami a všechny píšťaly přeintonovány. Byl vyroben taky nový vzduchovod, utěsněny úniky vzduchu a varhany byly ošetřeny proti červotoči. Varhany ztratily jediný šestnáctistopý rejstřík v manuálu, stejně tak i původní výrazné osmistopé rejstříky.
V současné době jsou varhany v uspokojivém stavu. Vlivem stáří mají poruchovou trakturu. Spojka s druhým manuálem je nepoužitelná, zapadávají při ní klávesy a nemá dostatečný zátah. Pokusy o její regulaci byly neúspěšné.

## Zvony
Při posvěcení kostela v roce 1890 bylo ve věži 5 zvonů. Z této doby zůstaly pouze dva (nejmenší a největší). O tři prostřední zvony přišla farnost v průběhu první světové války. Až v roce 1933 tehdejší administrátor P. Sroslík objednal dva zvony u firmy Rudolf Perner, jako náhradu. Větší zvon „Antonín“ měl tón b´a vážil 373 kg, menší „Maria“ měl tón des“ a vážil 224,5 kg. Zvony byly posvěceny 5. listopadu 1933. Za druhé světové války neunikly válečné rekvizici dva nejnovější zvony. Tehdejší administrátor P. Kolář se snažil zabránit odejmutí zvonů, ale nebyl vyslyšen. Rekvizici unikl pouze již zmíněný největší zvon, který nemohl být pro své rozměry bez rozbití z věže sundán (byl totiž zavěšen ještě před dokončením věže - v červenci 1879) a potom nejmenší zvon, který farníci schovali před nebezpečím, odkud byl po válce znovu zavěšen na věž. V roce 1971 nechal P. Jemelka odlít další dva zvony, které posvětil 21. listopadu téhož roku pan kanovník Vašica z Valašského Meziříčí. Jeden ze zvonů je posvěcen ke cti Panny Marie. A je na něm reliéf Matky jednoty křesťanů. Druhý zvon je posvěcen ke cti olomouckého arcibiskupa Antonína Cyrila Stojana. Druhý zvon má reliéf arcibiskupovy osobnosti.
Nejvzácnější je největší zvon, který váží 525 kg, má 101 cm v průměru a výšku 89 cm. Zvon je ozdoben obrazy sv. Cyrila a Metoděje a kardinála Bedřicha landhraběte de Fürstenberk. Je na něm nápis Sub regimine reverendissimi archiepiscopi Friedeci Landgravii de Fürstenberg. Confecit Theres-Gugg - Znaimae 1878. Dva zvony (největší a nejmenší „umíráček“) byly obstarány částečně z daru císaře Františka Josefa I. V roce 1978 byl pohon tří největších zvonů elektrifikován. V té době zde působil P. Oldřich Vinklárek. V roce 1983 jeden zvon praskl. Byl proto ve zvonařské dílně Ditrich v Brodku u Přerova přelit. Do kostela se zvon vrátil na podzim 1984 a následně byl zavěšen na věž.
V současné době se ve věži kostela nacházejí čtyři zvony. Dva z roku 1878, jeden z roku 1971 a jeden z roku 1984.

## Kamenný kříž
Vlevo před vstupem do kostela je kamenný kříž se zlatým tělem ukřižovaného Krista. Na malém dlážděném plácku stojí dvoustupňový hranatý podstavec. Na podstavci je sokl, který má na přední straně vyrytý a vybarvený nápis:
Pojďte ke mě všichni, /kteří pracujete a obtížení/
Jste a já Vás občerstvím /neboť jho mé jest/
Sladké a břímě mé lehké. Sv. Matouš kap. XI. V. 28. 30.
Tento nápis je ohraničen plasticky vyvýšeným gotickým obloukem.
Na zadní straně soklu je hůře čitelný nápis:
Věnováno od
Bohumila Heidricha
a jeho paní choti
Antonie Heidrichové
A nástupců jeho firmy
Heidricha a Niče
v Zigharticich roku 1894.
Tento nápis je odsazený a vyrytý jako různé rostlinné motivy. Písmena jsou přibarvena zlatou barvou. Ramena kříže jsou ukončena tvarem trojlístku. Na vrchním rameni kříže je nápis INRI.

## Galerie

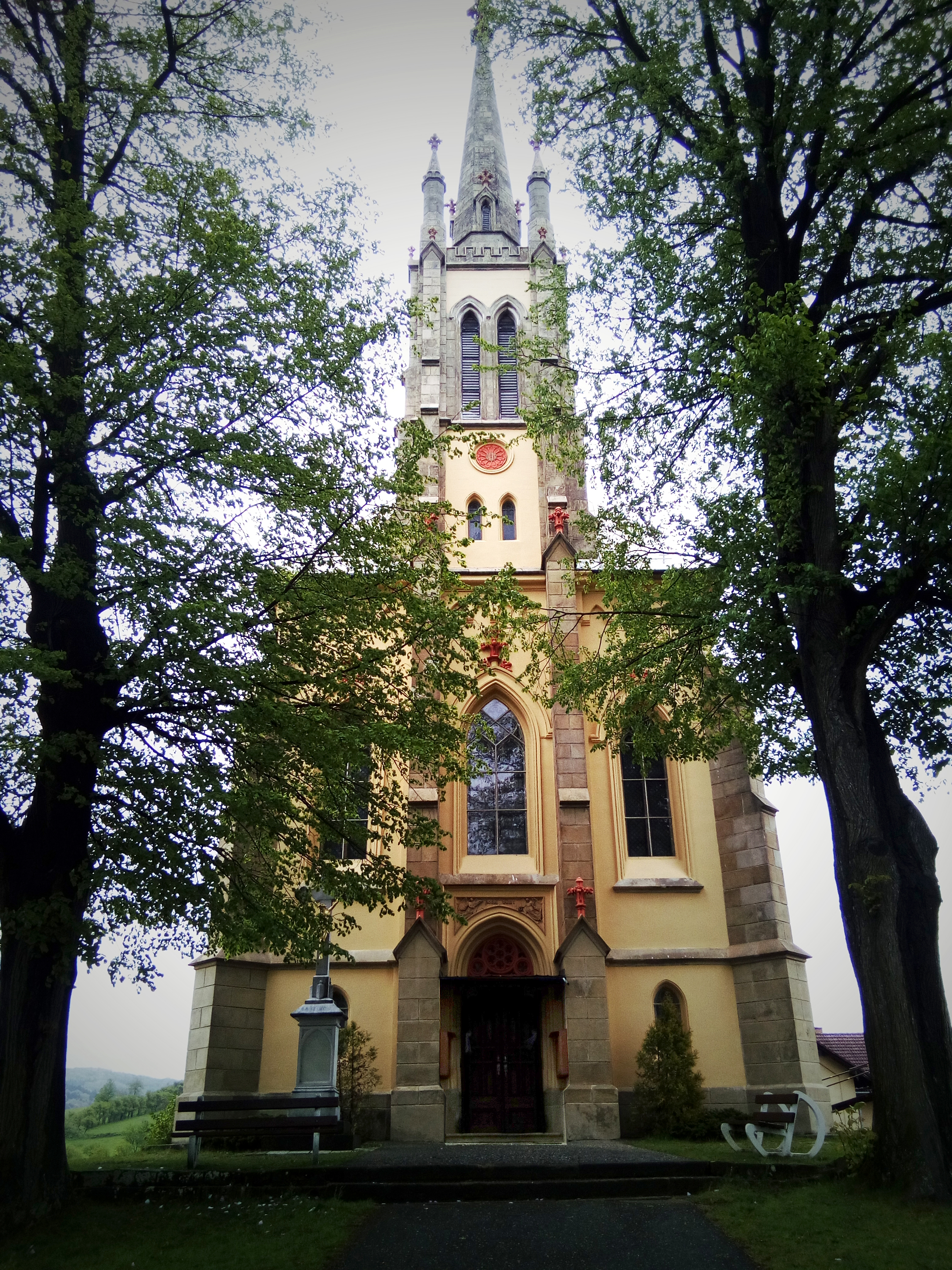
Průčelí s hlavním portálem, navazující věž se sdruženými okny a cimbuřím
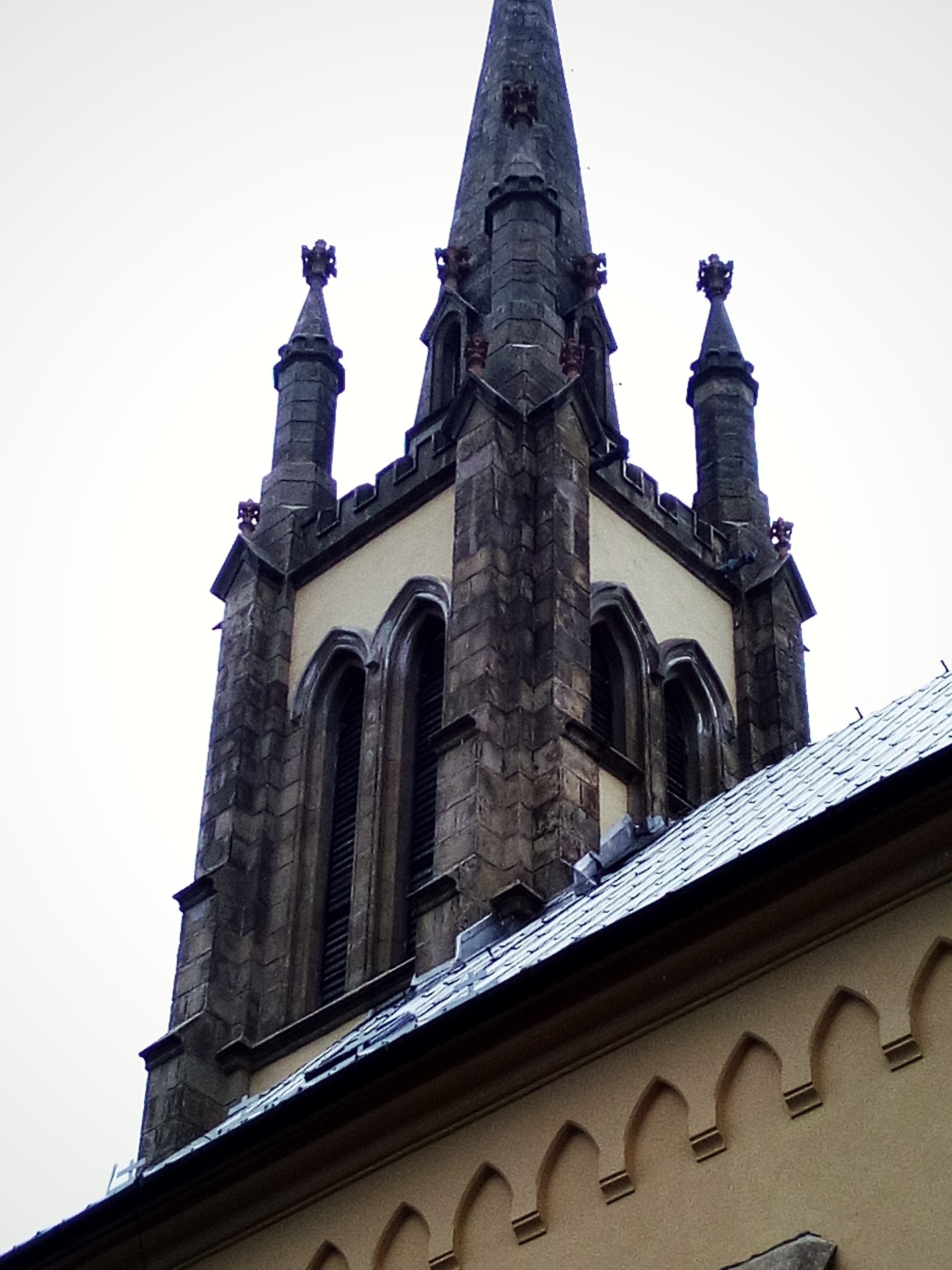
Věž kostela
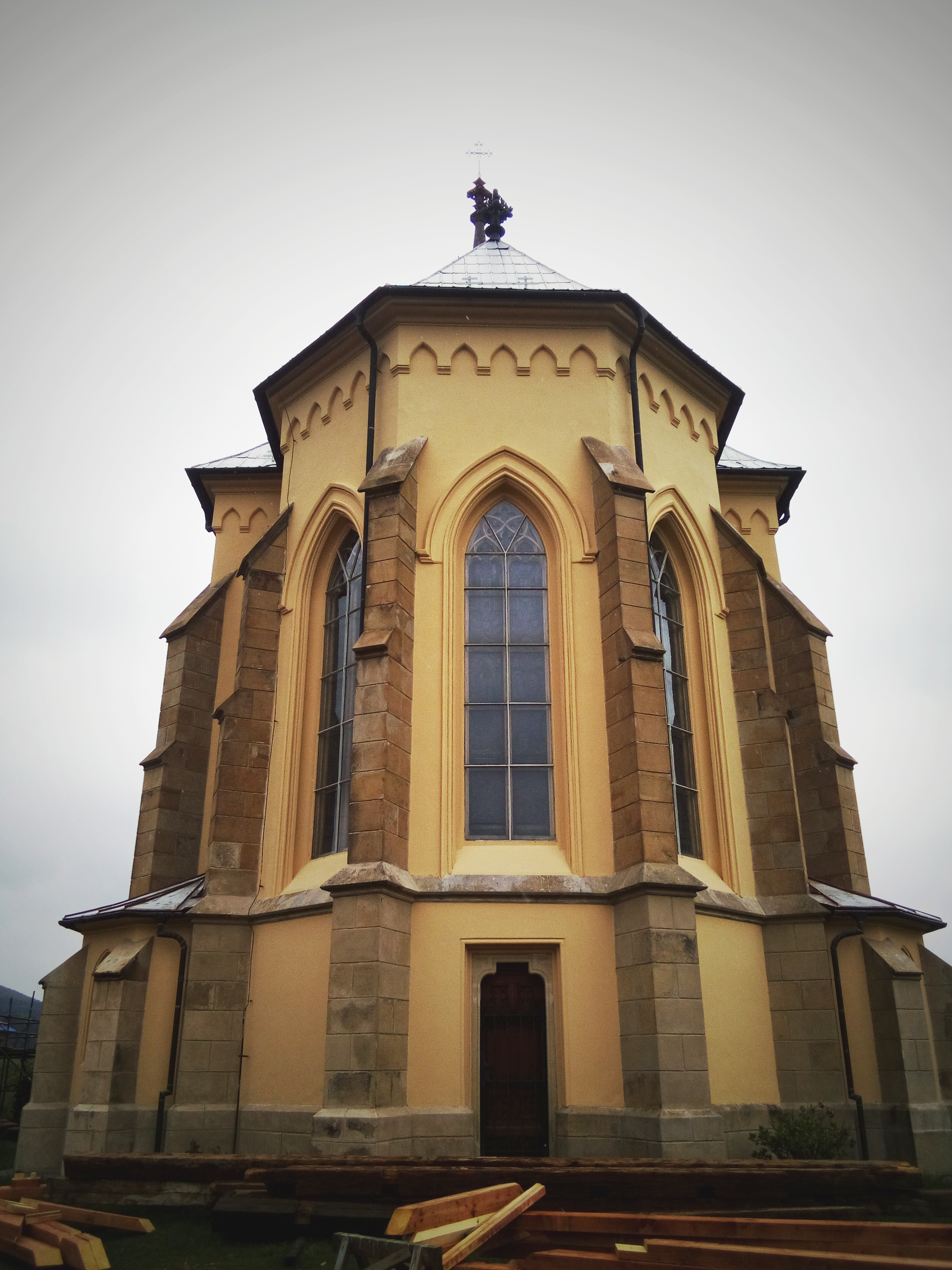
Presbytář kostela, po stranách jsou umístěny sakristie
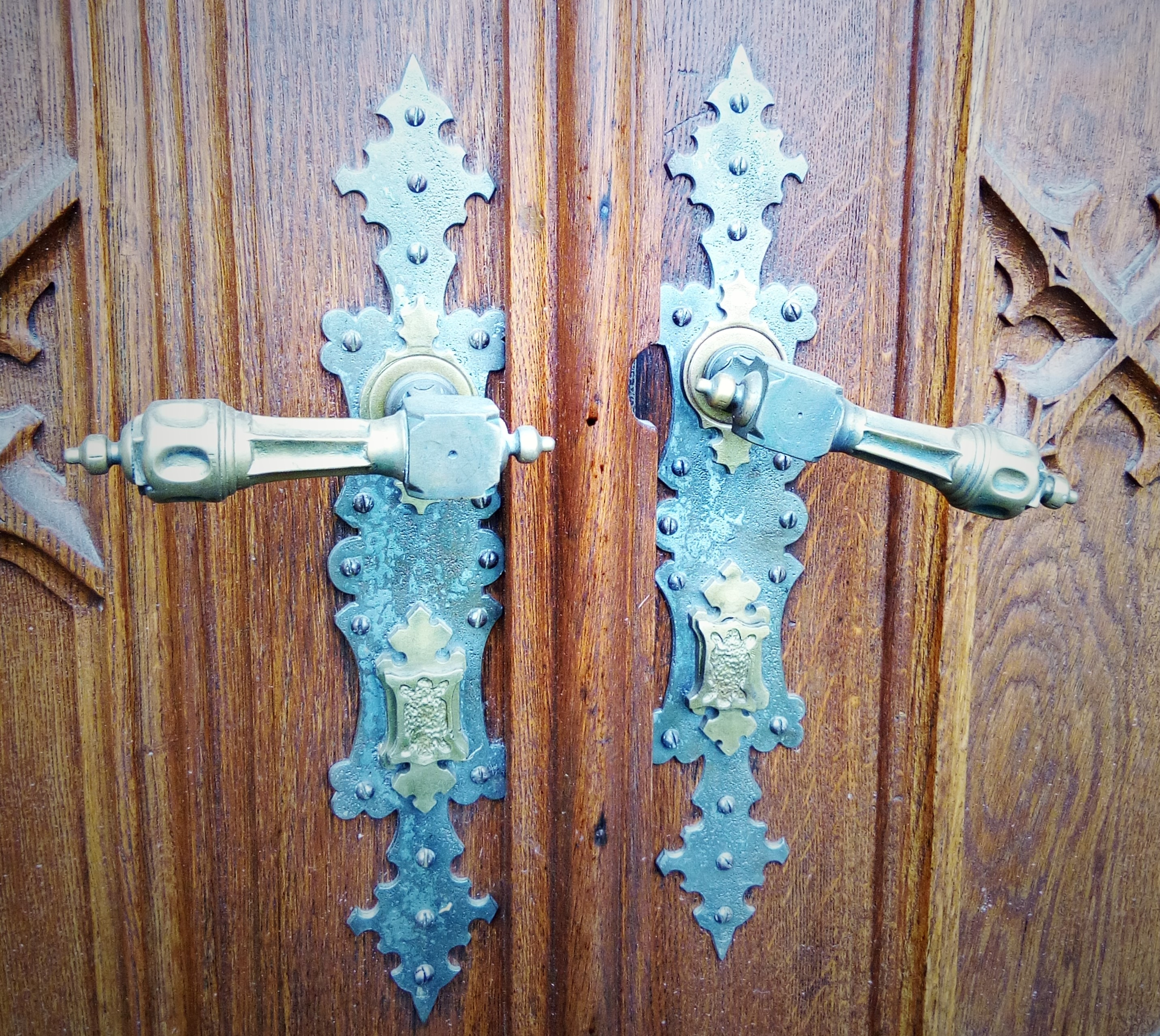
Detail novogotické kliky na hlavním vstupu do kostela
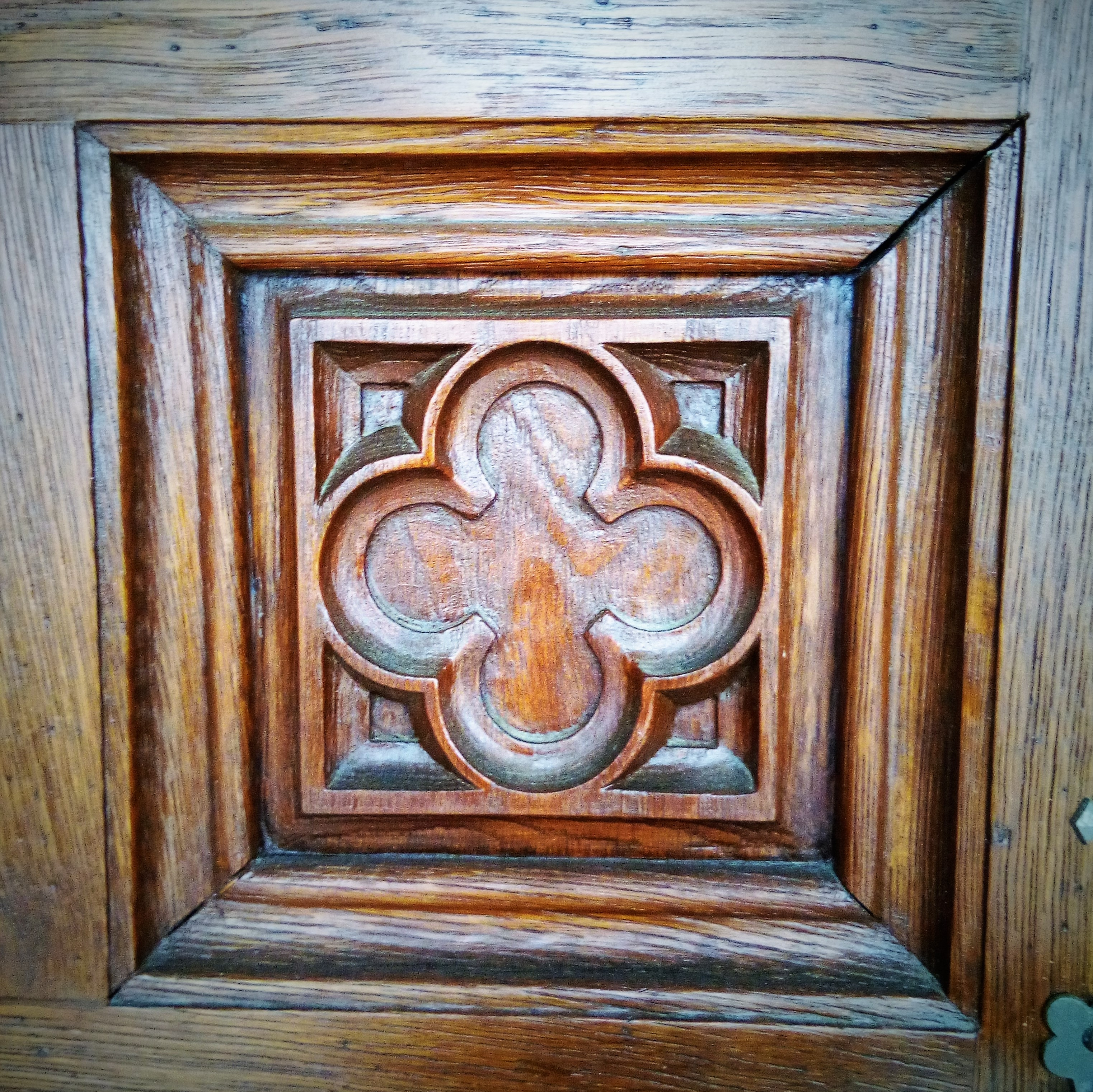
Detail čtyřlaločné rozety na bočních dveřích
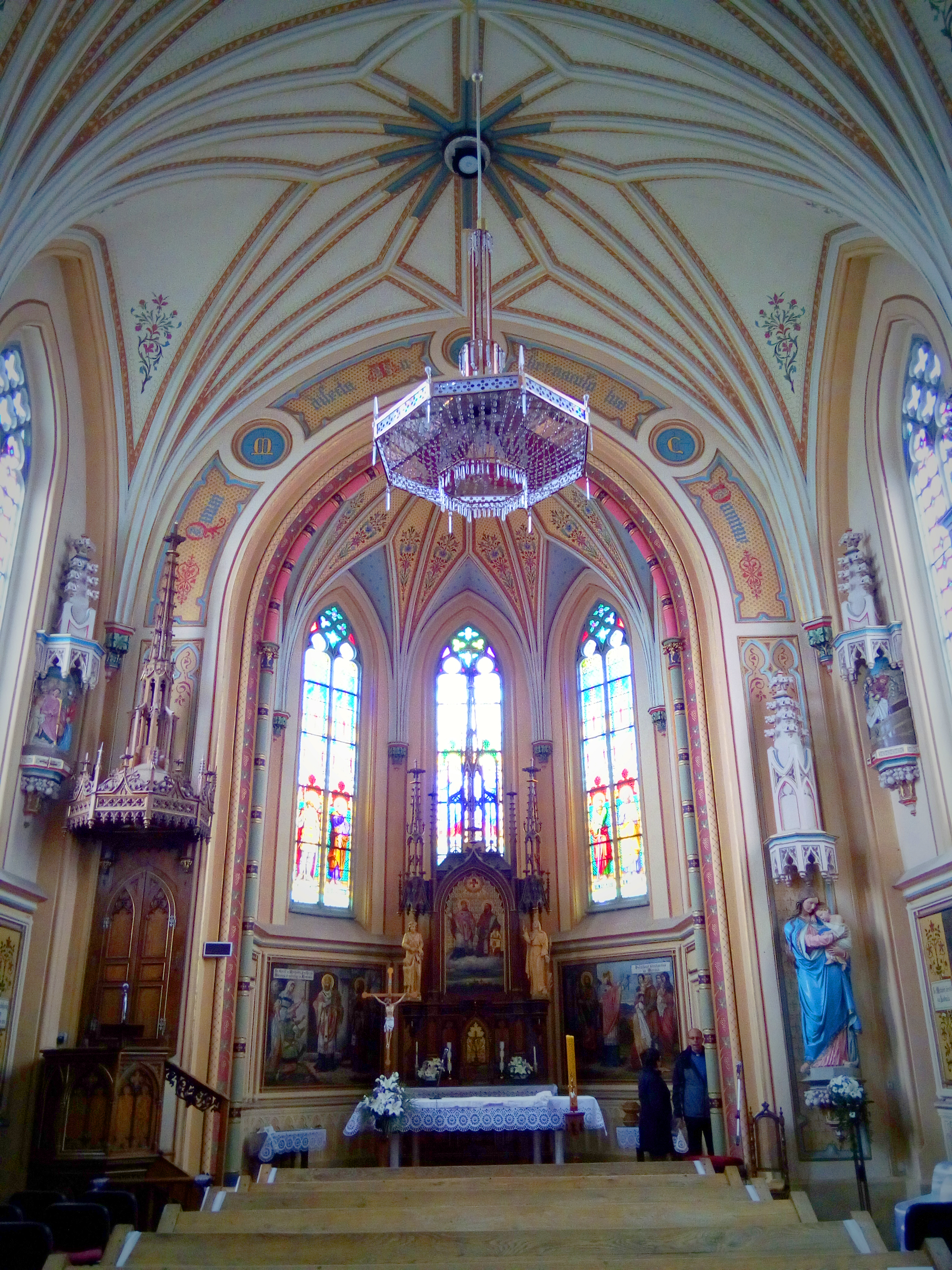
Presbytář kostela s oltářem a vítězným obloukem
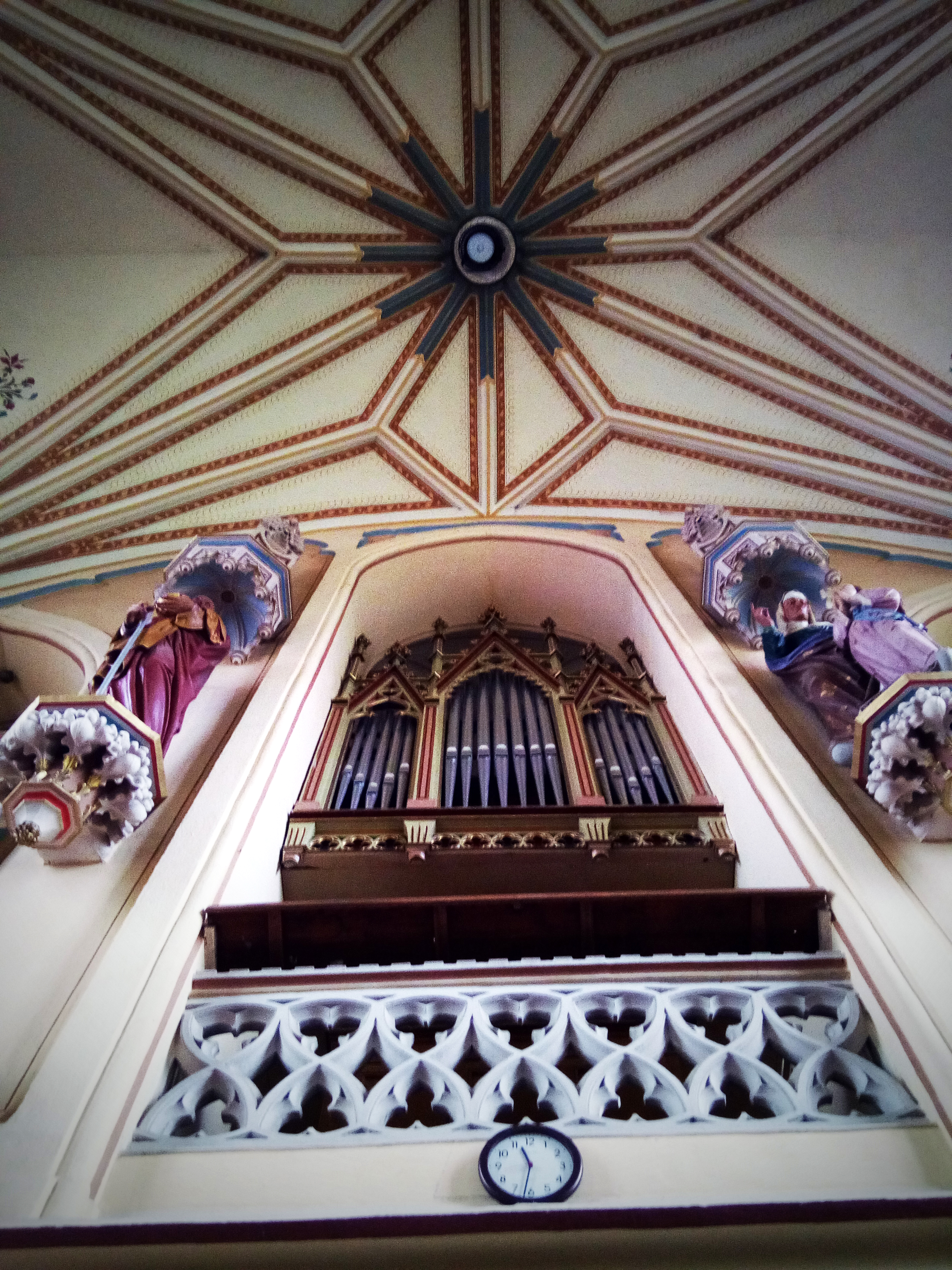
Pohled na varhanní kruchtu
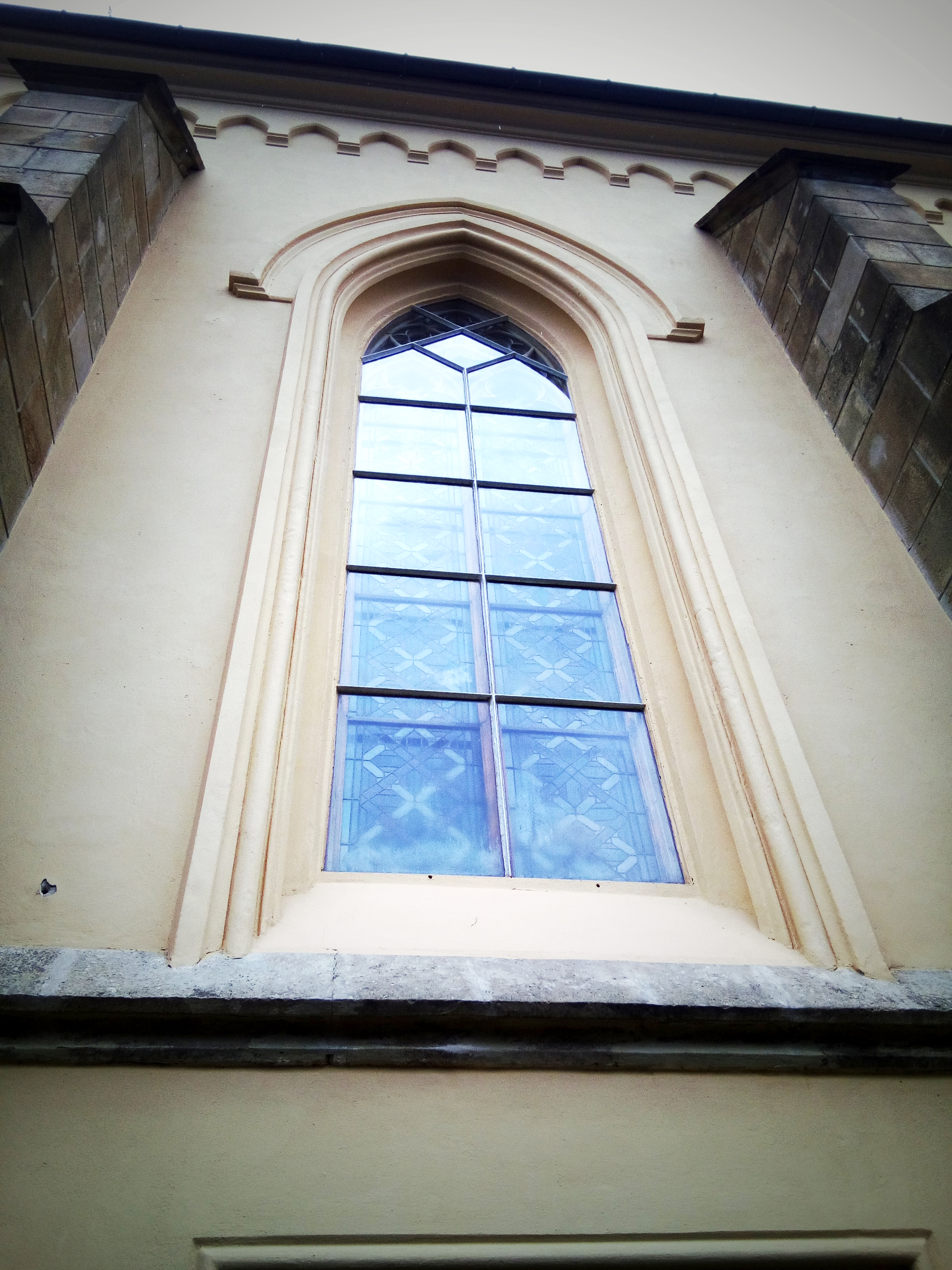
Okno s lomeným obloukem